# Éternel Insatisfait
 (août 2016).
Albums de Black M
Les Yeux plus gros que l'Olympia
(2015) Il était une fois...
(2019)
Albums studio de Black M
Les Yeux plus gros que le monde
(2014) Il était une fois...
(2019)
Singles
1. À l'ouest (feat. MHD)
Sortie : 26 février 2016
2. Je suis chez moi
Sortie : 22 août 2016
3. #Askip
Sortie : 30 septembre 2016
4. Cheveux blancs
Sortie : 24 octobre 2016
5. French Kiss
Sortie : 14 décembre 2016
6. Tout ce qu'il faut (feat. Gradur, Alonzo, Abou Debeing)
Sortie : 31 janvier 2017
7. Comme moi (feat. Shakira)
Sortie : 31 mars 2017
8. Frérot (feat. Soprano)
Sortie : 12 juin 2017
9. le plus fort du monde
Sortie : 8 janvier 2018

Éternel Insatisfait est le deuxième album solo du rappeur français Black M, sorti le 28 octobre 2016 et est composé de 26 chansons dont 12 featuring avec MHD, Soprano, Zaho, Abou Debeing, Alonzo, Gradur, Shakira, Amadou & Mariam, Manu Dibango, Dadju, Sofiane Kalash Criminel, S.Pri Noir.

## Genèse
Black M annonce son deuxième album fin 2015 pour le 28 octobre 2016.
Le morceau La nuit porte conseil devait figurer dans l'album mais cela n'a pas eu lieu.
Un double-vinyle de quatre faces sort le 9 décembre 2016.
Le duo Shakira-Black M apparaît dans le dernier album de la star latine : El Dorado, le 26 mai 2017.
En septembre et octobre 2017, il met en ligne deux nouveaux titres : Death Note et Dress Code extrait de la réédition de son album. Ce dernier a paru le 17 novembre 2017.

## Réception Commerciale
Lors de sa première semaine d'exploitation, le disque s'écoule à 19 700 ventes dont 17 921 copies en physique et 1 788 copies en digital. Malgré une descente e vente par rapport à son premier album à grand succès Les Yeux plus gros que le monde, il a tout de même une bonne réception commerciale, en passant à télévision, en faisant des concerts. Il totalise 250 000 ventes sur cet album.

## Promotion
Pour la promotion de l'album, Black M dévoile une web série intitulée DIRECTION Éternel insatisfait où il y a des titres qui ne sont pas dans l'album :
- DIRECTION Éternel insatisfait - Épisode 1 : Bonne année 2016
- DIRECTION Éternel insatisfait - Épisode 2 : À l'ouest (feat. MHD) (qui se retrouvera finalement dans l'album)

## Clips vidéos
Black M a proposé en tout quinze clips dont sept issus de la réédition.
- À l'ouest (feat. MHD) : 26 février 2016
- Je suis chez moi : 22 août 2016
- #Askip : 4 octobre 2016
- Cheveux blancs : 24 octobre 2016
- French Kiss : 14 décembre 2016
- Tout ce qu'il faut (feat. Gradur, Alonzo & Abou Debeing) : 31 janvier 2017
- Comme moi (feat. Shakira) : 31 mars 2017
- Frérot (feat. Soprano) : 12 juin 2017

Réédition
- Death Note : 29 septembre 2017
- Dress Code (feat. Kalash Criminel) : 6 octobre 2017
- Tic-Tac : 27 octobre 2017
- Mort dans le stream (feat. Sofiane) : 8 novembre 2017
- Mais qui es-tu : 22 décembre 2017
- Le plus fort du monde : 8 janvier 2018
- Tout se passe après minuit (feat. Dadju) : 30 mars 2018

## Liste des titres
| 1.    | Je suis chez moi                                                        | Black M, Maska                                              | Jo A Touch, Renaud Rebillaud Or            | 3:48 |
| 2.    | #Askip                                                                  | Black M                                                     | Renaud Rebillaud Or                        | 3:53 |
| 3.    | À l'ouest (feat. MHD)                                                   | Black M, MHD                                                | Dany Synthé                                | 4:21 |
| 4.    | Kirikou                                                                 | Black M                                                     | Renaud Rebillaud                           | 3:33 |
| 5.    | Cheveux blancs                                                          | Black M, Barack Adama, Abou Debeing                         | Renaud Rebillaud                           | 3:25 |
| 6.    | Fais-moi rêver                                                          | Black M, Barack Adama                                       | Boaz van de Beatz, Jr. Blender, Diplo      | 3:06 |
| 7.    | Frérot (feat. Soprano)                                                  | Black M, Soprano                                            | Renaud Rebillaud Or                        | 3:46 |
| 8.    | Mon défaut                                                              | Black M                                                     | DJ Hcue, FB Cool                           | 3:32 |
| 9.    | Beautiful                                                               | Black M, Abou Debeing                                       | Dadju, Dany Synthé                         | 3:36 |
| 10.   | Parle moi (feat. Zaho)                                                  | Black M, Zaho                                               | Dany Synthé                                | 3:40 |
| 11.   | French Kiss                                                             | Black M                                                     | Renaud Rebillaud Platine                   | 3:41 |
| 12.   | Wati by Black                                                           | Black M                                                     | Skalpovich, Jo A Touch                     | 3:33 |
| 13.   | Refait le monde                                                         | Black M                                                     | Dany Synthé                                | 4:05 |
| 14.   | Tout ce qu'il faut (feat. Abou Debeing, Alonzo & Gradur)                | Black M, Abou Debeing, Alonzo, Gradur                       | FB Cool, DJ Hcue                           | 4:15 |
| 15.   | La route des princes                                                    | Black M, Barack Adama                                       | Nyadjiko                                   | 3:41 |
| 16.   | Comme moi (feat. Shakira)                                               | Black M, Shakira, Nasri                                     | Supa Dups, Dadju, Dany Synthé              | 3:08 |
| 17.   | C'est quoi le del                                                       | Black M, Barack Adama, Lefa                                 | Nyadjiko, Dadju                            | 3:51 |
| 18.   | O.V.N.I                                                                 | Black M                                                     | Elji Beatzkilla                            | 4:31 |
| 19.   | Éternel Insatisfait                                                     | Black M, Zaho, Maska                                        | Jo A Touch                                 | 3:29 |
| 20.   | Je suis chez moi (African Remix) (feat. Amadou & Mariam & Manu Dibango) | Black M, Amadou & Mariam, Manu Dibango, Barack Adama, Maska | Renaud Rebillaud, Manu Dibango, Jo A Touch | 3:28 |
| 74:14 |                                                                         |                                                             |                                            |      |

### Réédition
| 1. | Tic-Tac                                                                  | Black M                  | Skalpovich               | 3:57 |
| 2. | Tout recommencer                                                         | Black M                  | Seysey                   | 2:45 |
| 3. | Tout se passe après minuit (feat. Dadju. Sample : Shaggy - It Wasn't Me) | Black M, Dadju           | Stan-E                   | 3:08 |
| 4. | Dress Code (feat. Kalash Criminel)                                       | Black M, Kalash Criminel | Seysey                   | 3:23 |
| 5. | Le plus fort du monde                                                    | Black M                  | Stan-E, Renaud Rebillaud | 3:19 |
| 6. | Dans ma tête                                                             | Black M                  | Skalpovich               | 3:38 |

| 1. | Death Note                          | Black M             | Stan-E       | 4:53 |
| 2. | Sors de l'arène                     | Black M             | Stan-E       | 3:54 |
| 3. | Frère Black                         | Black M             | Seysey       | 3:32 |
| 4. | Alton Sterling                      | Black M             | Raphaël Koua | 4:02 |
| 5. | Jaloux                              | Black M             | Seysey       | 3:39 |
| 6. | N.C.M (feat. S.Pri Noir)            | Black M, S.Pri Noir | Seysey       | 3:46 |
| 7. | Mais qui es-tu ?                    | Black M             | Seysey       | 3:19 |
| 8. | Mort dans le stream (feat. Sofiane) | Black M, Sofiane    | Dany Synthé  | 5:12 |

## Classements
| Classement (2016-18)         | Meilleure position |
| ---------------------------- | ------------------ |
| Belgique (Flandre Ultratop)  | 99                 |
| Belgique (Wallonie Ultratop) | 3                  |
| France (SNEP)                | 2                  |
| Suisse (Schweizer Hitparade) | 18                 |
| Suisse (Charts Romandie)     | 5                  |

| Classements (2016)           | Position |
| ---------------------------- | -------- |
| Belgique (Wallonie Ultratop) | 50       |
| France (SNEP)                | 37       |

| Classements (2017)           | Position |
| ---------------------------- | -------- |
| Belgique (Wallonie Ultratop) | 60       |
| France (SNEP)                | 53       |

## Ventes et certifications
| Région | Certification | Ventes/Streams |
| --- | ------------- | -------------- |
| France (SNEP) | 2 × Platine   | 200 000‡       |
| *Ventes selon la certification ^Mise en rayon selon la certification xNon précisé par la certification ‡ventes/streaming selon la certification |               |                |